# Ulrich Steger
Ulrich Steger (* 8. November 1943 in Berlin) ist ein deutscher Wirtschaftswissenschaftler, Hochschullehrer, Manager und Politiker (SPD).

## Leben und Beruf
Nach dem Abitur 1964 absolvierte Steger zunächst eine Ausbildung zum Steuergehilfen und war anschließend als Zeitoffizier bei der Bundeswehr tätig. Er nahm ein Studium der Wirtschaftswissenschaften in Münster und Bochum auf, welches er 1972 mit dem Examen zum Diplom-Ökonom beendete. Im Anschluss arbeitete er als Assistent am Seminar für Theoretische Wirtschaftslehre, ehe er 1975 an der Ruhr-Universität Bochum mit der Arbeit Investitionshypothesen in makroökonomischen Modellen ungleichgewichtigen und zyklischen Wachstums zum Dr. rer. pol. promovierte. 1991 habilitierte er sich.
Steger war von 1987 bis 1994 als Professor für die Fächer Ökologie und Unternehmensführung an der EBS Universität für Wirtschaft und Recht tätig und hatte 1990/91 eine Gastprofessur an der Universität St. Gallen inne. 1995 wurde er auf den Alcan Chair for Environmental Management am IMD in Lausanne berufen. Von 2014 bis 2015 leitet Steger als Vice Dean das Master-Programm der Bucerius Law School in Hamburg.
Steger war von 1991 bis 1993 Mitglied des Markenvorstands der Volkswagen AG und dort für das Ressort Umwelt und Verkehr zuständig. Außerdem wurde er Mitglied in verschiedenen internationalen Aufsichts- bzw. Beiräten, u. a. als Leiter der Partnerschaft zwischen der Daimler-Chrysler AG und der Dresdner Bank AG.
Steger wurde mit Hilfe der Treuhand Aufsichtsratsvorsitzender der Kaliwerke Bischofferode und war direkt verantwortlich für die Abwicklung und Übernahme durch K+S AG.

## Abgeordneter
Steger wurde 1976 erstmals in den Deutschen Bundestag gewählt. Im Parlament vertrat er die Wahlkreise Recklinghausen-Land (1976–1980) und Recklinghausen II (1980–1984). Nach seiner Ernennung zum hessischen Wirtschaftsminister legte er am 9. Juli 1984 sein Bundestagsmandat nieder. Er wurde 1987 in den hessischen Landtag gewählt, verzichtete aber am 1. September 1987 auf sein Mandat.

## Öffentliche Ämter
Steger wurde am 4. Juli 1984 als hessischer Staatsminister für Wirtschaft und Technik in die von Ministerpräsident Holger Börner geführte Landesregierung berufen. Während seiner Amtszeit galt er als Verfechter der Kernenergie. So unterstützte er u. a. den Bau der geplanten Produktionserweiterungen der Nuklearfirmen ALKEM und NUKEM in Hanau und geriet damit 1986 in Konfrontationskurs zu den Grünen, die seit 1985 an einer rot-grünen Regierungskoalition beteiligt waren. 1986 verkündete er die Einsetzung einer internationalen Kommission zur Sicherheitsprüfung des Kernkraftwerks Biblis, unterstützte aber nicht den von den Grünen geforderten Atomausstieg und war somit maßgeblich am Scheitern der Koalition beteiligt.
Nach der Wahlniederlage der SPD bei den Landtagswahlen 1987 und der Bildung einer Koalition aus CDU und FDP schied er am 23. April 1987 aus dem Amt des Wirtschaftsministers und wurde in dieser Funktion durch den FDP-Politiker Alfred Schmidt ersetzt.

## Ehrungen
Steger wurde im Jahr 2000 zu Honorarprofessor an der Technischen Universität Berlin berufen, wo er insbesondere den Lehrstuhl für Strategisches Management mitbegründete, der 2008 als eigener Fachbereich begründet und von Dodo zu Knyphausen-Aufseß übernommen wurde. Im Rahmen seiner Honorarprofessur promovierten unter anderen:
- Carsten Intveen (2004): Unternehmensstrategien internationaler Automobilhersteller[5]
- Christopher Kummer (2005): Internationale Fusions- und Akquisitionsaktivität[6]
- Alexander Nick (2008): Wirksamkeit strategischer Frühaufklärung[7]

## Veröffentlichungen
- Umweltmanagement: Erfahrungen und Instrumente einer umweltorientierten Unternehmensstrategie, 1988
- Handbuch des Umweltmanagements, 1992
- Meinolf Dierkes, Lutz von Rosenstiel, Ulrich Steger (Hrsg.): Unternehmenskultur in Theorie und Praxis: Konzepte aus Ökonomie, Psychologie und Ethnologie. Campus, Frankfurt am Main/New York 1993, ISBN 3-593-34853-5.
- Globalisierung gestalten, 1999
- Lokal oder Global? – Strategien und Konzepte der Internationalen Unternehmenskommunikation, 2001
- Inside the mind of the Stakeholder, 2006
- Managing Complexity in Global Organizations, 2007